# Soggetto (fotografia)
In fotografia, il soggetto fotografico è quella parte dell'immagine sulla quale si desidera focalizzare l'attenzione dell'osservatore.
Esistono diverse tecniche da applicare o da combinare per dare il giusto risalto al soggetto fotografico rispetto agli altri elementi che compongono l'immagine:
- porre il soggetto al centro dell'inquadratura o in primo piano, ossia a minore distanza dalla fotocamera rispetto ai restanti elementi, facendo attenzione ad utilizzare focali corte per esaltare l'effetto prospettico in esse intrinseco;
- regolare la distanza di messa a fuoco sul soggetto e ridurre la profondità di campo, utilizzando focali lunghe o diaframmi molto aperti, in modo che il soggetto risulti l'unico elemento dell'immagine correttamente a fuoco (si pensi alla tecnica della macrofotografia o per i ritratti);
- utilizzare tecniche di sovraesposizione o di sottoesposizione, anche con l'ausilio di illuminazione artificiale, in modo tale che il soggetto sia correttamente illuminato mentre gli altri elementi compositivi risultino non ben definiti (in ombra o bruciati dall'eccessiva esposizione).